# Estádio Olímpico Pedro Ludovico
Het Estádio Olímpico Pedro Ludovico is een multifunctioneel stadion in Goiânia, een stad in Brazilië. In het stadion is plaats voor 13.500 toeschouwers. Het stadion werd geopend in 1941 en werd tussen 2009 en 2010 gerenoveerd.

## Gebruik
Het stadion wordt vooral gebruikt voor voetbalwedstrijden, de voetbalclub Goiânia EC maakt gebruik van dit stadion. In 2019 werd het stadion gebruikt voor het Wereldkampioenschap voetbal onder 17. Op dat toernooi waren er zes groepswedstrijden, twee achtste finales en twee kwartfinales.